# Tom Hopper (aktor)
Tom Hopper, właśc. Thomas Edward Hopper (ur. 28 stycznia 1985 w Coalville) – angielski aktor filmowy, teatralny i telewizyjny, powszechnie znany z roli sir Parsifala w serialu Przygody Merlina oraz roli Billy’ego Bonesa w serialu Piraci.

## Życiorys
Urodził się w Coalville w hrabstwie Leicestershire. Uczęszczał do Ashby School, gdzie zainteresował się aktorstwem i wystąpił w szkolnym musicalu Return to the Forbidden Planet. Studiował aktorstwo w Rose Bruford College, który ukończył z wyróżnieniem w 2006.
Po debiucie na profesjonalnej scenie Watford Palace Theatre w komedii szekspirowskiej Jak wam się podoba, trafił na szklany ekran w serialach: Na sygnale (2007) jako Hugh „Chewy” Mullen, Doktorzy (2008) w roli Josha Mullena i Kingdom (2008) jako żołnierz. W 2007 debiutował w filmie fabularnym Saxon u boku Seana Harrisa. Zagrał też w komedii grozy Tormented (2009), a także w melodramacie Eoina Mackena Cold  (2013).
W 2010 wystąpił jako Jeff w jednym z odcinków serialu Doktor Who. W latach 2010–2012 grał postać silnego rycerza sir Parsifala w serialu Przygody Merlina. W latach 2014–2017 zdobył popularność jako William „Billy Bones” Manderly, bohatera powieści Roberta Louisa Stevensona Wyspa skarbów, w serialu Piraci. W 2017 został zaangażowany do roli Dickona Tarly’ego w siódmym sezonie serialu HBO Gra o tron. Został obsadzony jako Grant LeClaire w komedii Jestem taka piękna! (2018).
Kilkakrotnie znalazł się na okładce magazynu „Men’s Health” (w październiku 2015 w Południowej Afryce, w listopadzie 2015 w tureckiej edycji, w kwietniu 2016 w Kazachstanie, w maju 2016 w edycji greckiej, w marcu 2017 w edycji polskiej). Był też na okładce „Gay Times” (w sierpniu 2017).

## Życie prywatne
7 czerwca 2014 ożenił się z Laurą Higgins. Mają dwoje dzieci.